# Mikuláš III. Opavský
Mikuláš III. Opavský (okolo 1339 – 9. červenec 1394), kníže opavsko-ratibořský a od 1377 pán na Hlubčici, byl synem Mikuláše II. Opavského z jeho manželství s Hedvikou Olešnickou.
Mikuláš III. byl druhým synem Mikuláše II. a po otcově smrti v roce 1365 vedl spory o majetek s bratry Janem, Václavem a Přemyslem. V roce 1377 mu zůstalo území v Opavském Slezsku s hlavním hradem Hlubčicemi a městem Hlučínem. Přebýval většinou ve svých državách, zakrátko se ale potýkal s finančními těžkostmi a zastavil svá území příbuzným své matky – knížatům olešnickým. Nestačil se oženit a zemřel 9. července 1394, přičemž právo na odkup svého majetku přenechal nejmladšímu bratrovi Přemyslovi. Ten také této příležitosti využil.
Roku 1375 navštívil Aragonii; v literatuře bývá označován za prvního Čecha, u nějž je zdokumentována návštěva Španělska.